# Sint-Paulusbroederklooster

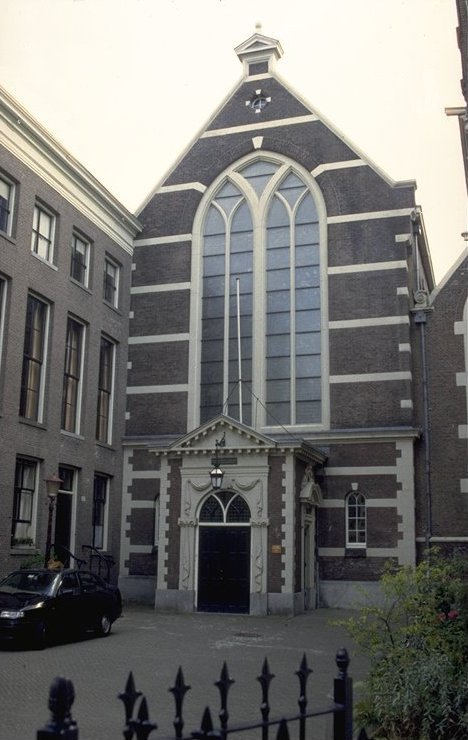
De Waalse Kerk is de voormalige kapel van het klooster
Bron: Amsterdam Bureau Monumenten en Archeologie.

Het Sint-Paulusbroederklooster of kortweg Paulusbroederklooster was een middeleeuws klooster in Amsterdam. Alleen de voormalige kapel, nu de Waalse Kerk, is nog overgebleven van dit rooms-katholieke klooster. Het Oost-Indisch Huis staat op het voormalige kloosterterrein, op de plek waar de boomgaard van het klooster had gelegen. Van de voormalige kloostertuin is nu nog een kleine binnenplaats over, het Sint-Jorishof.
De Paulusbroederssluis (brug 215), de brug over de Oudezijds Achterburgwal tussen Oude Doelenstraat en Oude Hoogstraat, is vernoemd naar het klooster.

## Geschiedenis
Het Sint-Paulusbroederklooster bestond al voor 1409, het jaar dat er voor het eerst melding van gemaakt werd. Het was een lekenklooster, wat inhield dat het klooster geen monniken had maar burgers die een kloosterlijk bestaan leidden. Het klooster was een zogenaamd tertianenconvent, dat wil zeggen dat het toebehoorde aan de Derde Orde der Franciscanen, de orde van leken. Het Sint-Paulusbroederklooster was een mannenklooster. Het had overzicht over de vele vrouwenkloosters van de franciscanen in Nederland en moest paters aan deze kloosters leveren.
Het klooster lag oorspronkelijk buiten de stadsmuren, maar Amsterdam groeide zo snel dat het in 1544 door de stad was opgeslokt. Het begon aan de O.Z. Achterburgwal maar kocht in 1415 grond aan de Kloveniersburgwal, destijds buiten de stad. Tot 1497 bleef het klooster grond kopen voor verdere uitbreidingen. Uiteindelijk besloeg het klooster het hele gebied tussen O.Z. Achterburgwal, Spinhuissteeg, Kloveniersburgwal en Oude Hoogstraat.
In de stadsbrand van 1452 werd waarschijnlijk een groot deel van het klooster verwoest. De Paulusbroeders kregen in 1493 toestemming om een nieuwe kloosterkapel te bouwen, die drie jaar later gewijd werd.
Met de opkomst van het protestantisme, rond 1530, ging het slechter met het klooster en werden delen van het klooster verpacht of verkocht. In 1550 werd een strook grond langs de Kloveniersburgwal verkocht aan de stad, die hier het Bushuis bouwde, een opslagplaats voor munitie en wapens. In 1555 werd de rest van het terrein aan de Kloveniersburgwal verkocht, ditmaal om er een deel van het Dolhuis te bouwen, een gesticht voor zwakzinnigen.
Bij de Alteratie in Amsterdam in 1578 nam de stad alle kloosters en kerken in beslag, waaronder ook het Sint-Paulusbroederklooster. De kloosterkapel diende onder meer als opslagplaats tot het in 1586 ter beschikking werd gesteld aan de Waals Hervormde protestanten uit de Zuidelijke Nederlanden en Frankrijk, hugenoten die in groten getale naar Amsterdam vluchtten. De kapel werd omgevormd tot de Waalse Kerk.
De huisjes rond het kloosterhof werden overgedragen aan het Sint-Jorishof aan de Kalverstraat. Het kloosterhof werd hierna ook Sint-Jorishof genoemd en gebruikt voor de armenzorg. De huizen rond het Sint-Jorishof werden bewoond door proveniers, armen (meestal mannen) die levenslang gratis verzorging kregen. Ook de zes overgebleven broeders van het kloosters kregen onderdak in deze huizen. In 1747 werd een nieuwe westvleugel aan het Sint-Jorishof gebouwd en werden de proveniers verwijderd door ze af te kopen met een lijfrente. De laatste proveniershuisjes aan het hof werden in 1865 door de staat gesloopt en vervangen door nieuwe bebouwing. Het complex rond het Sint-Jorishof was tot 1958 in gebruik door de Belastingdienst.
De Vereenigde Oostindische Compagnie (VOC) nam in 1603 het Bushuis in gebruik als pakhuis en bouwde ernaast, op de voormalige boomgaard van het klooster, het Oost-Indisch Huis. Dit gebouw, dat in 1606 gereed kwam, diende als bestuurs- en administratiekantoor van de VOC. Hier werden ook de archieven en kaarten van de VOC bewaard en kwamen de Heren XVII bijeen om te vergaderen.